# Staatssecretaris (België)
Een staatssecretaris is in België een politieke functionaris binnen het landsbestuur.
Een staatssecretaris heeft een eigen beleidsterrein, legt zelf verantwoording af tegenover het parlement en is lid van de Belgische regering. Ook de Brusselse Hoofdstedelijke Regering telt 3 staatssecretarissen.
Het overleg in de ministerraad wordt door de staatssecretaris alleen bijgewoond als het eigen beleidsterrein aan de orde is. De staatssecretaris heeft in de ministerraad geen stemrecht.
De eerste Belgische regeringen hadden louter een ministerraad met ministers. De bijkomende functie van staatssecretaris werd pas later gecreëerd en vond vervolgens zijn weg naar de Belgische Grondwet.